# Melanocetus johnsonii
Melanocetus johnsonii – gatunek ryby głębinowej z rodziny Melanocetidae. Występuje we wszystkich oceanach na głębokościach powyżej 2000 m. Charakteryzuje się wybitnie zaznaczonym dymorfizmem płciowym, wyrażającym się m.in. w znacznej różnicy wymiarów: samice mierzą do 15,3 cm długości, samce zaś zaledwie od 15,5 do 28 mm. Samce nie są pasożytami samic, jak u niektórych przedstawicieli rzędu. 
M. johnsonii jest drapieżnikiem, polującym na ryby dłuższe nawet niż ona sama. Opisano rybę z rodzaju Chauliodus liczącą około 24 cm długości w żołądku ryby M. johnsonii mającej 6,6 cm długości. 
Łacińska nazwa rodziny Melanocetidae wywodzi się z greckiego melanos (czarny) oraz cetus (wieloryb, potwór morski).
Gatunek jajorodny, ikra przypuszczalnie przemieszcza się swobodnie w toni wodnej otoczona galaretowatą, pęczniejącą substancją. Larwy planktoniczne, zwykle spotykane nie głębiej niż 100 m p.p.m.